# Enciclopedia Espasa

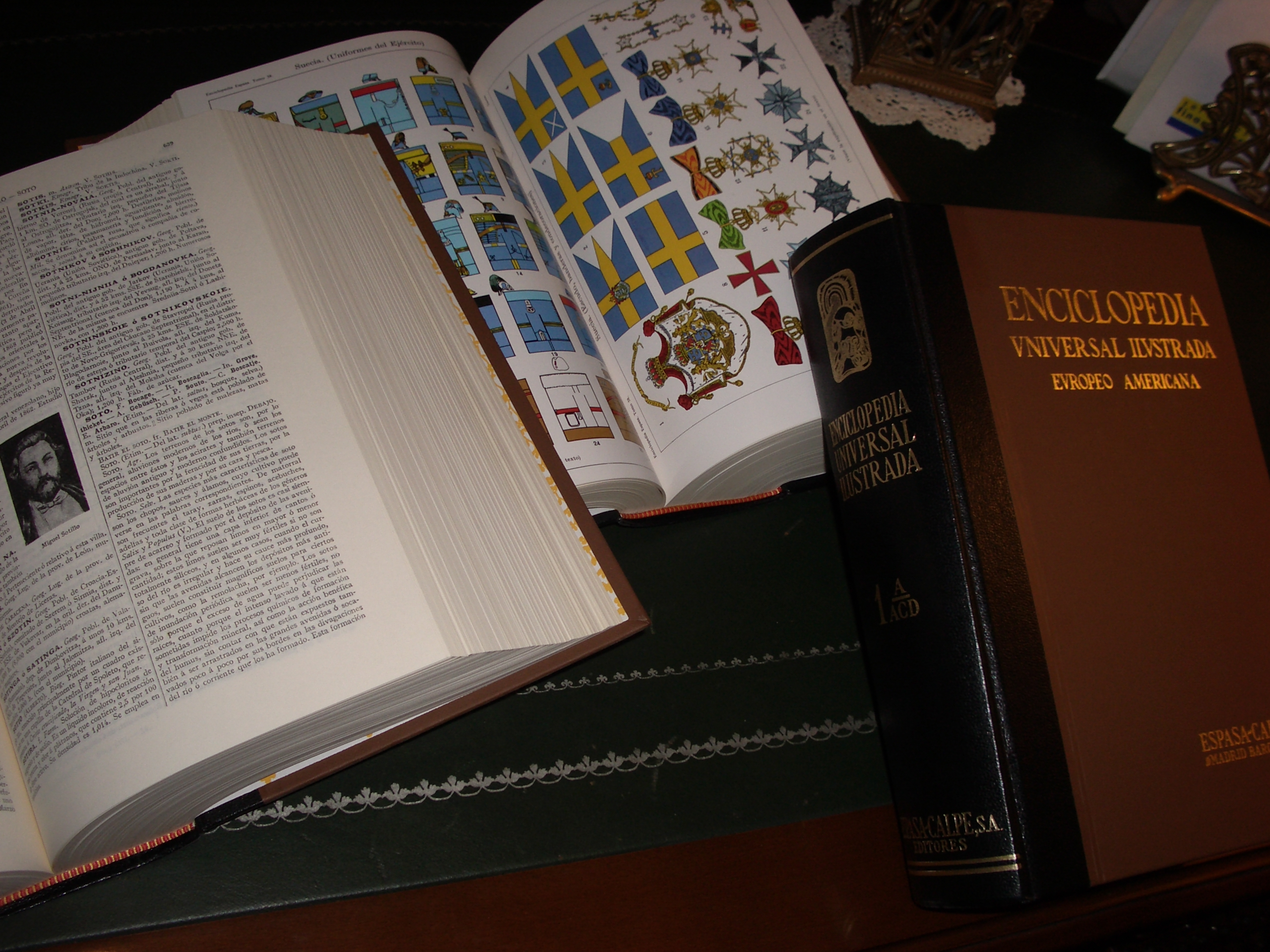
Tres tomos de la enciclopedia donde se aprecian la encuadernación, las láminas en color y algunos artículos.

Enciclopedia Espasa, también conocida como Enciclopedia Espasa-Calpe, cuyo nombre original es Enciclopedia universal ilustrada europeo-americana, es la gran enciclopedia española del siglo XX, vigente entre 1905 y 2011,cuando se publicó el último Suplemento. Es la continuadora de anteriores proyectos, como la Enciclopedia moderna: Diccionario universal de literatura, ciencias, artes, agricultura, industria y comercio del editor Francisco de Paula Mellado, de 29 tomos, con apéndices posteriores hasta llegar a los 39 tomos;  o la primera enciclopedia moderna en múltiples volúmenes publicada en lengua española, el Diccionario Enciclopédico Hispano-Americano de la Editorial Montaner y Simón, publicado en 26 volúmenes entre 1887 y 1899.

## Historia
La Enciclopedia Espasa fue el proyecto más ambicioso de la Editorial Espasa (fundada por José Espasa Anguera en 1860), que se fusionó en 1926 con la Editorial Calpe, de Nicolás María de Urgoiti, y ya como Editorial Espasa-Calpe, se integró en 1991 en el Grupo Planeta. Su propósito fue publicar en lengua española una obra enciclopédica de consulta que, fuera de cubrir los conocimientos y avances científicos, artísticos y tecnológicos, además incluyese la historia, biografías, geografía, artes y literatura de España e Hispanoamérica. Sus principales novedades respecto a otras enciclopedias decimonónicas españolas y extranjeras fueron la gran extensión de tamaño de sus volúmenes y la incorporación intensiva de fotografías e ilustraciones en blanco y negro y láminas en color.
Con el fundamento previo del Novísimo diccionario de la lengua castellana que publicaron los Hermanos Espasa en dos grandes volúmenes (1866-1867) y ya era un diccionario enciclopédico, la decisión de publicarla se tomó en el año 1905 y salió a la imprenta entre 1908 y 1930 compuesta por 70 tomos en 72 volúmenes (ya que los tomos 18 y 28 son dobles y contienen dos volúmenes cada uno, denominados "Primera parte" y "Segunda parte"). A esta edición se le agregó entre 1930 y 1933 un Apéndice de 10 volúmenes para actualizar los anteriores. Posteriormente la periódica actualización de la obra se realizó por medio de Suplementos generalmente bienales desde 1934, que actualizan no solo la obra principal sino los Apéndices. Hasta la fecha, estos son 37 volúmenes (38 tomos). El más reciente es el Suplemento 2011-2012, publicado en 2013; el cuarto volumen, tras el Suplemento 2003-2004, es alfabético en vez de temático. 

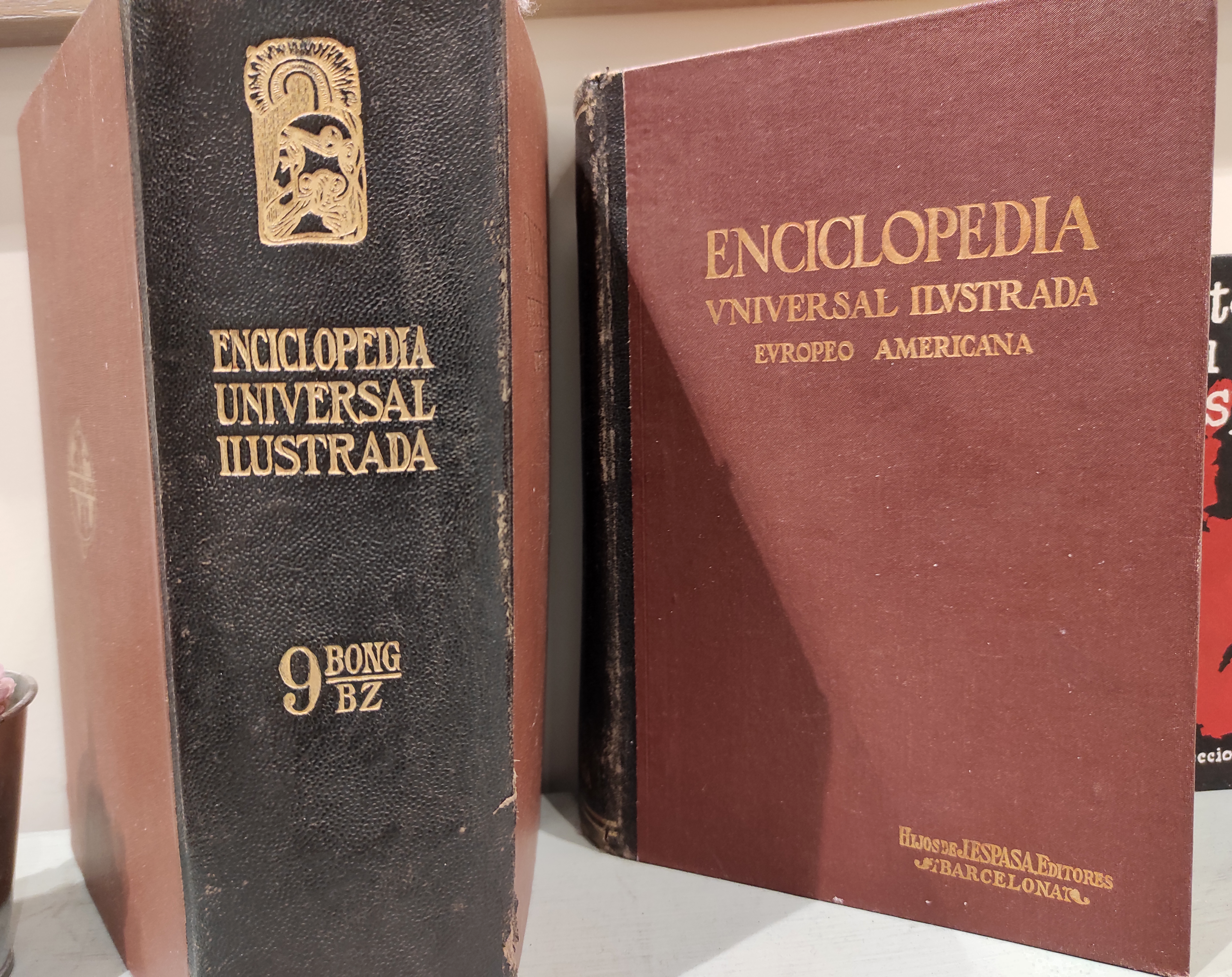
Volúmenes de la Enciclopedia Universal Ilustrada Europeo-Americana, publicados por Hijos de J. Espasa en Barcelona, entre 1911 y 1926.

En 1983 se publica el Index 1934-1980 que es el índice de contenidos incluido en los suplementos entre 1934 y 1980, actualizado en 1997 con el Apéndice A-Z, en un volumen, y reemplazado en 1998 por el Index 1934-1996.
En total, en el año 2012, la Enciclopedia Espasa cuenta con 119 volúmenes -122 tomos- (excluyendo el Index 1934-1980 por redundante), y según cálculos realizados por sus editores, más de 180.000 páginas, 210 millones de palabras, 197.000 ilustraciones en negro, 4500 láminas en color, 5.000.000 citas bibliográficas y 100.000 biografías.
En 2005 publicó por motivos comerciales un segundo Apéndice 1934-2004, de calidad deficiente -ya que actualizaba sólo parcialmente el Apéndice 1934-2002, publicado un par de años antes-, llamado Complemento Enciclopédico, en 8 volúmenes, presentado por la editorial como formando parte de una «nueva» Enciclopedia Espasa, que no estaría ya formada por 126 tomos (todos los publicados hasta 2005, menos el Index 1934-1980), sino solo por 90 (pues a efectos editoriales prefieren prescindir ahora de los 34 tomos de Suplementos 1934-2004, más el Index y el Apéndice A-Z, y reconstruir la obra como formada por los 72+10 tomos históricos y los 8 nuevos). 
Supone, por tanto, una novedad que una editorial, casi cien años después de su publicación, siga ofreciendo en el mercado una enciclopedia en 90 tomos, la mayor parte de los cuales están redactados y publicados inicialmente en las primeras décadas del siglo pasado. Aunque los cambios erráticos de los últimos años han provocado un notable desconcierto entre los propietarios y usuarios de la enciclopedia, aún no despejado, al desconocerse la política editorial que seguirá Espasa-Calpe en el futuro.

## Versiones y polémica sobre derechos de autor
Hasta hace poco se creía que los tomos de la enciclopedia Espasa se habían reimpreso a lo largo de los años sin alteración alguna de sus contenidos, ya que cualquier actualización habría cobrado la forma de apéndices y suplementos publicados para completar el contenido de los tomos originales. Sin embargo, esto queda desmentido por el descubrimiento de que las biografías de Flora Osete y José Pérez Hervás, incluidas originalmente en los tomos 40 (1919) y 43 (1921) respectivamente, fueron borradas y sustituidas por otros contenidos en las páginas impresas tras la Guerra Civil.
Pérez Hervás trabajó como director artístico de la enciclopedia entre 1919 y 1933, y en 1935 publica un libro titulado Espakalpe (La Gran Ladronera) en el que acusa a los responsables de la editorial de precarizar a los trabajadores y de haber reutilizado una gran cantidad de contenidos provenientes de otras publicaciones sin haberse pagado los correspondientes derechos de autor y reproducción. El conflicto desembocó no sólo en el borrado del artículo biográfico de Pérez Hervás, sino también en Flora Osete, «por el pecado de ser su mujer y compañera de aventuras lexicográficas».

## Autores
Un grupo de directores, cada uno al mando de una especialidad científica, establecía el listado preliminar de voces y encargaba la redacción de los artículos a un amplio cuerpo de redactores. Según Juan Ignacio Alonso, editor responsable de la Enciclopedia en sus últimos tiempos de vida comercial,

Muchos de sus artículos son traducciones adquiridas a enciclopedias alemanas, pero el grueso de los contenidos corresponde a sus propios redactores, que eran de tres tipos: externos —estudiosos de las materias tratadas—, colaboradores que alternaban el trabajo exterior y el de la redacción interna, y los de plantilla, que trabajaban a tiempo completo. Estos últimos eran conocidos como "los muertos de hambre de arriba", en alusión al lugar que ocupaban en el edificio, la tercera y última planta, y a su exiguo sueldo [...]. La dirección artística fue encomendada a Miguel Utrillo, que diseñó el logotipo y convenció a Ramón Casas para hacer los dibujos. Su elenco de colaboradores abarca lo más florido de la intelectualidad catalana y española.

Se conservan dos listas de colaboradores de la Enciclopedia, una de 1923 (con 646 autores, la mayoría periodistas, docentes, intelectuales, representantes de las artes gráficas, comercio, industria e, incluso, un agricultor) y otra de 1930. Casi la cuarta parte son eclesiásticos, y el número de mujeres era prácticamente insignificante.
Esta enciclopedia era novedosa al prestar atención especial a todos los asuntos relacionados con España y América Latina (de ahí su denominación Europeo Americana). Otra aportación fue la importancia de la iconografía: no era solo un complemento estético, sino una fuente de información aneja para comprender los textos e incorporar datos. Posee innumerables ilustraciones en blanco y negro y en color encartadas en un papel couché de mayor gramaje y calidad que el resto del volumen, a más de una completísima cartografía de calidad ausente hasta entonces en las enciclopedias en español.

## El siglo de la Espasa

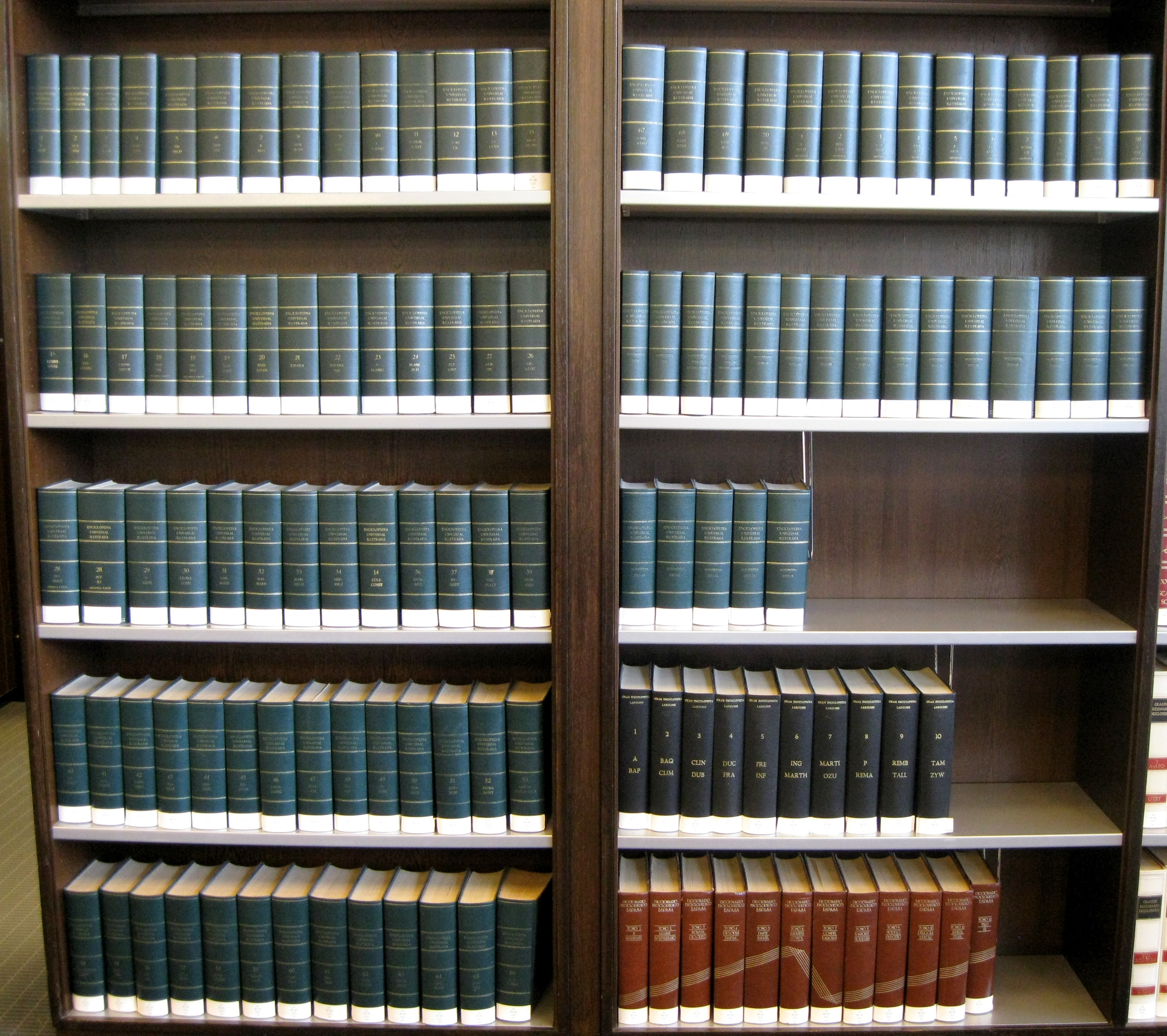
Enciclopedia Espasa en una biblioteca.

En 2005, con motivo del centenario del inicio de su elaboración, formando parte del Suplemento 2003-2004, se ha publicado un volumen conmemorativo titulado El Siglo de la Espasa, que incluye la historia de la Enciclopedia y una antología de artículos. Se editó una nueva Gran Espasa Universal: Enciclopedia Multimedia, adaptación de la Enciclopedia Espasa-Calpe al Siglo XXI, que incluye material editado, corregido y actualizado de la Enciclopedia original del siglo XX más información nueva del presente siglo, consistente en 24 Volúmenes más 1 DVD (o 10 CD-ROM, dependiendo de la opción que se prefiera) con más de 160.000 entradas, 10 000 ilustraciones y 1500 dossieres temáticos, así como archivos de vídeo, sonido, animaciones 3D y otra serie de contenidos en el DVD; y un Portal de Conocimiento en internet que proporciona un servicio de atención personalizado mediante consultas similar al correo electrónico, posibilidad de realizar consultas en tiempo real, acceso a consultas a 9 diccionarios Espasa, una cronología universal temática, una sección de aprendizaje en línea y un servicio de actualización permanente de los artículos enciclopédicos y de los contenidos académicos. 
Adicionalmente, se publicó la que sería la última reimpresión de los 72 volúmenes originales de la Enciclopedia, la Edición Conmemorativa para Coleccionistas, presentando el nuevo conjunto global de la obra como compuesto por 90 volúmenes: los 72 originales del primer tercio del siglo XX, los 10 del primer apéndice y más 8 tomos de un nuevo apéndice dispuestos en los albores del siglo XXI, el Apéndice 1934-2004. Este nuevo complemento busca enlazar directamente con la obra que quedó culminada en los primeros años de la República, donde los miles y miles de páginas de los suplementos publicados durante las décadas del franquismo y las tres primeras de la Restauración borbónica quedan reemplazados por ella, continuando donde la había dejado interrumpida la República. De esta edición conmemorativa se publicaron solamente 999 colecciones, numeradas, acompañando los 90 tomos con Memorabilia Especial consistente en un conjunto de 10 láminas (reproducciones de una selección de obras publicitarias del fondo artístico de la editorial Espasa ligadas a la historia de la enciclopedia); una Plancha de Impresión de las utilizadas para la producción de sus primeras 999 páginas; una Escultura bañada en bronce (6 tomos de la enciclopedia recostados sobre una base con una leyenda sobre la edición conmemorativa) realizada como homenaje a este hito de la cultura universal, también numerada y cuyo molde ha sido destruido; y el DVD Historia de la Espasa, un Mito de la Cultura Universal, sobre la historia de la Enciclopedia, realizado con filmaciones y fotos inéditas, de gran valor histórico, rescatadas de los archivos de la editorial, presentados en un estuche diseñado siguiendo la imagen clásica de los volúmenes de la Espasa, de lomo negro y letras doradas.

## Volúmenes

### Históricos 1908-1930
| N.º              | Título             | Año (©) | ISBN       | Páginas |
| ---------------- | ------------------ | ------- | ---------- | ------- |
| 1                | A - ACD            | 1908    | 8423945014 | 1016    |
| 2                | ACE - ADZ          | 1908    | 8423945022 | 1062    |
| 3                | AE - ALAK          | 1908    | 8423945030 | 920     |
| 4                | ALAL - ALLY        | 1909    | 8423945049 | 1079    |
| 5                | AM - ARCH          | 1909    | 8423945057 | 1336    |
| 6                | ARD - AZZ          | 1909    | 8423945065 | 1435    |
| 7                | B - BELL           | 1910    | 8423945073 | 1608    |
| 8                | BEM - BONF         | 1910    | 8423945081 | 1599    |
| 9                | BONG - BZ          | 1910    | 842394509X | 1591    |
| 10               | C - CANAJ          | 1911    | 8423945103 | 1367    |
| 11               | CANAL - CARZ       | 1911    | 8423945111 | 1523    |
| 12               | CAS - CG           | 1911    | 842394512X | 1532    |
| 13               | CI-COLD            | 1912    | 8423945138 | 1418    |
| 14               | COLE - CONST       | 1912    | 8423945146 | 1519    |
| 15               | CONST - CRANZ      | 1913    | 8423945154 | 1534    |
| 16               | CRE - CHARG        | 1913    | 8423945162 | 1591    |
| 17               | CHARI - DELLW      | 1913    | 8423945170 | 1548    |
| 18 primera parte | DEM - DIR          | 1915    | 8423945189 | 1455    |
| 18 segunda parte | DIS - ECZ          | 1915    | 8423946819 | 1533    |
| 19               | ECH - ENRE         | 1915    | 8423945197 | 1445    |
| 20               | ENRI - ESPAN       | 1915    | 8423945200 | 1286    |
| 21               | ESPAÑA             | 1923    | 8423945219 | 1524    |
| 22               | ESPAÑA - EZZ       | 1924    | 8423945227 | 1588    |
| 23               | F - FLAMEZ         | 1924    | 8423945235 | 1644    |
| 24               | FLAMI - FUH        | 1924    | 8423945243 | 1552    |
| 25               | FUI - GIBZ         | 1924    | 8423945251 | 1568    |
| 26               | GIC - GUAZ         | 1925    | 842394626X | 1664    |
| 27               | GUB - HN           | 1925    | 8423945278 | 1800    |
| 28 primera parte | HO - INSUS         | 1925    | 8423945286 | 1752    |
| 28 segunda parte | INT - KZ           | 1926    | 8423945820 | 1808    |
| 29               | L - LEON           | 1916    | 8423945294 | 1688    |
| 30               | LEONA - LOMZ       | 1916    | 8423945308 | 1515    |
| 31               | LON - MADZ         | 1916    | 8423945316 | 1491    |
| 32               | MAE - MARH         | 1916    | 8423945324 | 1508    |
| 33               | MARI - MECH        | 1917    | 8423945332 | 1511    |
| 34               | MED - MICZ         | 1917    | 8423945340 | 1512    |
| 35               | MICH - MOMZ        | 1918    | 8423945359 | 1592    |
| 36               | MON - MTZ          | 1918    | 8423945367 | 1584    |
| 37               | MU - NEBY          | 1918    | 8423945375 | 1485    |
| 38               | NEC - NULLY        | 1919    | 8423945383 | 1508    |
| 39               | NUM - OQU          | 1964    | 8423924391 | 1552    |
| 40               | OR - PAKU          | 1919    | 8423945405 | 1590    |
| 41               | PAL - PARDZ        | 1920    | 8423945413 | 1452    |
| 42               | PARE - PEKZ        | 1920    | 8423945421 | 1436    |
| 43               | PEL - PESZ         | 1921    | 842394543X | 1448    |
| 44               | PET - PIRZ         | 1921    | 8423945448 | 1439    |
| 45               | PIS - POLN         | 1921    | 8423945456 | 1512    |
| 46               | POLO - PREDZ       | 1922    | 8423945464 | 1408    |
| 47               | PREE - PTZ         | 1922    | 8423945472 | 1528    |
| 48               | PU - QW            | 1922    | 8423945480 | 1511    |
| 49               | R - REEZ           | 1923    | 8423945499 | 1472    |
| 50               | REF - REUZ         | 1923    | 8423945502 | 1503    |
| 51               | REV - ROM          | 1926    | 8423945510 | 1455    |
| 52               | ROMA - SAINT       | 1926    | 8423945529 | 1492    |
| 53               | SAINTE - Sta CRUZ  | 1927    | 8423945537 | 1526    |
| 54               | Sta CUBICIA - SELH | 1964    | 8423945545 | 1628    |
| 55               | SELI - SIEZ        | 1927    | 8423945553 | 1550    |
| 56               | SIF - SOL          | 1927    | 8423945561 | 1560    |
| 57               | SOLA -SUBN         | 1927    | 842394557X | 1571    |
| 58               | SUBO - TALASZ      | 1927    | 8423945588 | 1698    |
| 59               | TALAT - TELD       | 1928    | 8423945596 | 1518    |
| 60               | TELE - TERZ        | 1928    | 842394560X | 1583    |
| 61               | TES - TIRN         | 1928    | 8423945618 | 1709    |
| 62               | TIRO - TOUM        | 1928    | 8423945626 | 1698    |
| 63               | TOUN - TRAZ        | 1928    | 8423945634 | 1646    |
| 64               | TRE - TUMZ         | 1928    | 8423945642 | 1446    |
| 65               | TUN - URZ          | 1929    | 8423945650 | 1589    |
| 66               | U.S. - VAREZ       | 1929    | 8423945669 | 1522    |
| 67               | VARF - VERQ        | 1929    | 8423945677 | 1651    |
| 68               | VERR - VINIE       | 1929    | 8423945685 | 1689    |
| 69               | VINIF - WEF        | 1929    | 8423945693 | 1738    |
| 70               | WEG - ZZ           | 1930    | 8423945707 | 1580    |

### Apéndice 1934-2004
Consta el Apéndice de varios tomos.

### Suplementos 1934-2013
1. 1934
2. 1935
3. 1936-39 (1ª Parte) / 1936-39 (2ª Parte)
4. 1940-41
5. 1942-44
6. 1945-48
7. 1949-52
8. 1953-54
9. 1955-56
10. 1957-58
11. 1959-60
12. 1961-62
13. 1963-64
14. 1965-66
15. 1967-68
16. 1969-70
17. 1971-72
18. 1973-74
19. 1975-76
20. 1977-78
21. 1979-80
22. 1981-82
23. 1983-84
24. 1985-86
25. 1987-88
26. 1989-90
27. 1991-92
28. 1993-94
29. 1995-96
30. 1997-98
31. 1999-2000
32. 2001-2002
33. 2003-2004
34. 2005-2006
35. 2007-2008
36. 2009-2010
37. 2011-2012 ISBN 9788467032062
38. Tomo conmemorativo de cierre de la Enciclopedia y última actualización 2013

### Complementos oficiales
1. Index para Suplementos 1934-1980 (1983)
2. Apéndice Alfabético A-Z (1997)
3. Index para Suplementos 1934-1996 (1998) [Actualiza y sustituye el Index 1934-1980]
4. Atlas Universal
5. Atlas de España
6. Atlas Histórico
7. El Siglo de la Espasa (2005)
8. DVD "Historia de la Espasa, Un Mito de la Cultura Universal" (2005)

### Memorabilia de la Edición de Coleccionistas del 2005
1. Colección de Arte Espasa (10 Láminas de imágenes promocionales de la Enciclopedia entre 1910 y 1920).
2. Escultura Conmemorativa bañada en Bronce (6 tomos de la enciclopedia sobre una base con leyenda conmemorativa de esa última reimpresión).
3. Plancha de Impresión utilizada para la impresión de las primeras 999 páginas de esa última reimpresión.

### Otros
1. Gran Espasa Universal: Enciclopedia Multimedia (24 Volúmenes + 1 DVD o 10 CD-ROM) (2005) [Adaptación de la Enciclopedia Espasa-Calpe al Siglo XXI, que incluye material editado, corregido y actualizado de la Enciclopedia original del siglo XX más información nueva del presente siglo]